# NGC 6782
NGC 6782 es una galaxia espiral barrada que se encuentra a 183 millones de años luz de distancia en la constelación de Pavo en el hemisferio austral. Su magnitud aparente es 11,8 y su brillo superficial 12,6 mag/arcsec2. 
Cuando se la mira en luz visible, NGC 6782 exhibe unos brazos espirales muy apretados que le dan un aspecto de molinete similar al de otras galaxias espirales. Sin embargo, observaciones con luz ultravioleta realizadas con el Telescopio Espacial Hubble permiten ver dos brazos espirales tenues y polvorientos que emergen del borde exterior del anillo azul. Varias estrellas azules diseminadas en forma de dos brazos espirales débiles en el borde exterior de la galaxia muestran que allí también tiene lugar algo de formación estelar. El anillo interior rodea un pequeño abultamiento central y una barra de estrellas, polvo y gas.
En relación con esto, hay que señalar que la luz proveniente de galaxias que se encuentran muy alejadas se ve distorsionada hacia longitudes de onda más largas y rojas (corrimiento al rojo), debido a la expansión del universo. Si se quieren comparar las imágenes en luz visible de las galaxias muy distantes con las galaxias de nuestro vecindario, se deben utilizar imágenes ultravioletas de estas últimas.
NGC 6782 fue descubierta por John Herschel el 30 de junio de 1834.

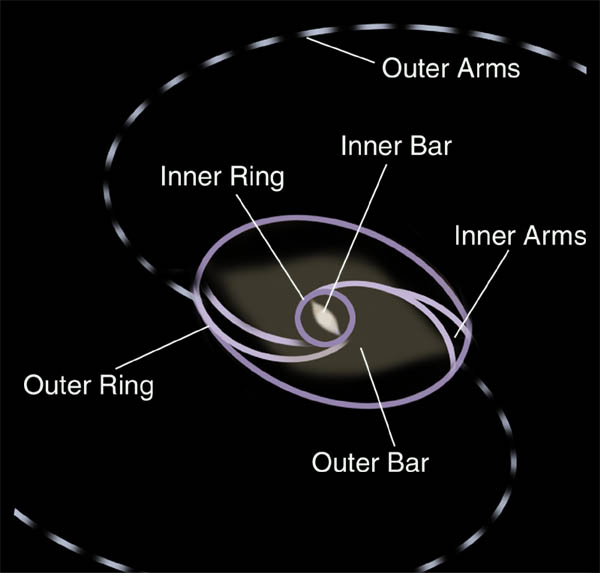
Ilustración de la estructura de NGC 6782 (en inglés).